# Volcán (Chiriquí)
Volcán es un corregimiento del distrito de Tierras Altas en la provincia de Chiriquí en Panamá. Fue creado mediante el Acuerdo Municipal Número 5 del 30 de noviembre de 1924 con el nombre de Barú, el cual más tarde fue modificado a Volcán.
El corregimiento cuenta con un rango de altitudes entre 1300 y 3475 metros sobre el nivel del mar. El centro poblado de Volcán se ubica a 1378 m s. n. m.

## Historia

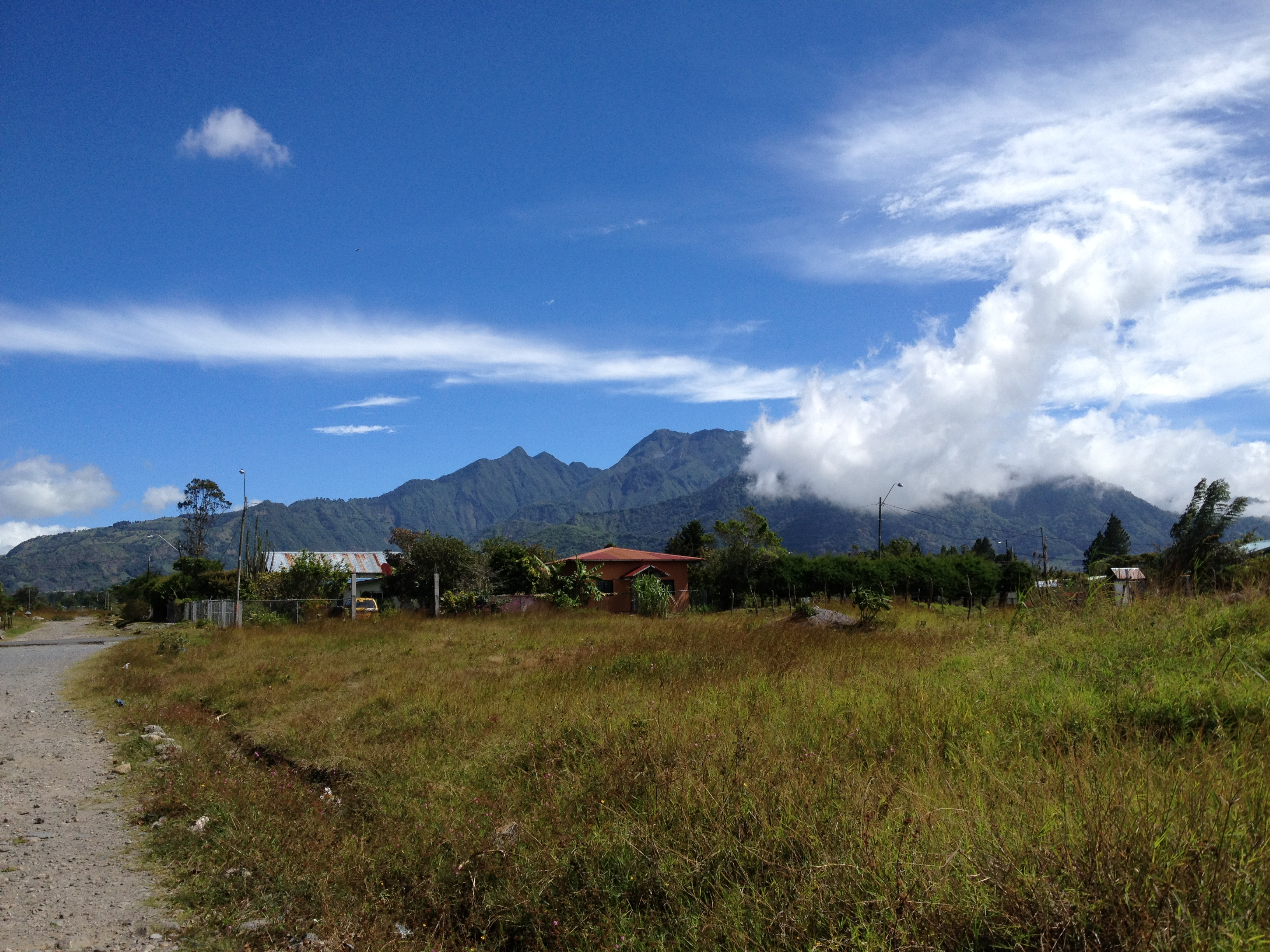
Vista panorámica del Volcán Barú.

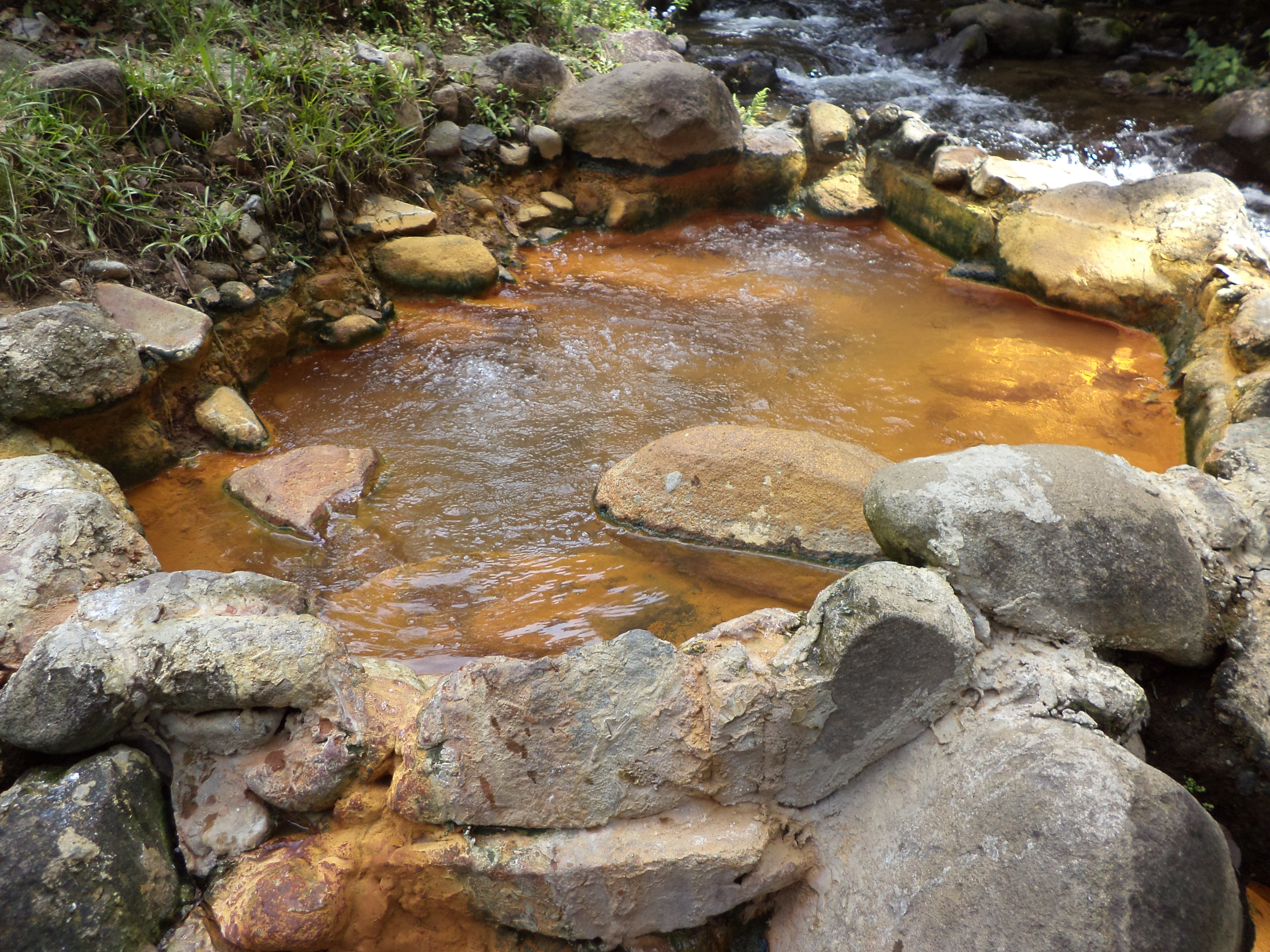
Pozos Termales de Volcán ubicados en Silla de Pando.

El nombre del corregimiento se origina en el valle rodeado de montañas que se ubica en las faldas del Volcán Barú que es el punto máximo del país con 3475 m.
Históricamente Volcán fue poblado por las familias Duncan y Lambert, los cuales por su ascendencia suiza han influido trascendentalmente en la arquitectura de la región. En Volcán podemos encontrar diversos estilos de cabañas, casas de madera, construcciones de cemento, muchas de ellas con chimenea. Por tal razón al corregimiento de Volcán se le conoce en Panamá como "La pequeña Suiza", debido a que en esa región se establecieron emigrantes de ese país, e innovaron en la región por el estilo de sus techos triangulados y su construcción en madera (cabañas) en vez de cemento y debido a su similitud con el paisaje del país europeo.
Los primeros pobladores de origen suizo se dedicaron a la ganadería, al cultivo del café y a la instalación de aserraderos. Inicialmente Volcán era un enorme valle conocido como Hato Volcán. Entre las maderas preciosas que despertaron la fiebre por la madera en Volcán podemos mencionar el Cedro, el Quira, Bambito, Guayacán, Baco (Magnolia), Ratón Colorado, Caoba, Mamecillos o Robles (Encinos), entre otras. A finales de los años 20 estas tierras se conocían como Los Llanos de Volcán, propiedad de las familias Duncan y Lambert, en donde solamente existía una casa confeccionada de madera la cual funcionaba como correo local.  El 29 de diciembre de 1928 la Asamblea Nacional de Panamá mediante la Ley Número 121, autorizó al Poder Ejecutivo la expropiación de 500 hectáreas (200 hectáreas de las Lagunas de Volcán para la creación de un Bosque Nacional y 300 hectáreas para la creación de una población localizada al norte de las Lagunas). 
En sus inicios con la formación de una nueva comunidad se le llamó "Hato Volcán" porque en este valle vivía un hato de caballos que eran la especie dominante en esta región. Estos caballos salvajes que tenían como rutina el recorrer la región desde el noreste en las faldas del Volcán Barú con ruta al suroeste en las Lagunas de Volcán.
Hasta el 1 de julio de 2017 fue parte del distrito de Bugaba, cuando se creó el distrito de Tierras Altas y el corregimiento de Volcán fue separado en los corregimientos de Volcán, Cuesta de Piedra y Nueva California.

## Clima
Posee un clima tropical húmedo templado con precipitaciones abundantes de abril a diciembre y temperaturas modificadas por la altitud, es frecuente la neblina en invierno
y mantiene una temperatura promedio anual de 18 °C, la cual fluctúa entre los 11 °C y 20 °C a lo largo del día en invierno,y entre 14 °C a 24 °C en verano. La temperatura alcanza los -3 °C en la cima del Volcán Barú que se encuentra a pocos kilómetros de distancia.

## Elevaciones
Volcán tiene una elevación entre los 1300 m a los 1500 m en las áreas pobladas y cuenta también con la máxima elevación del país, El Volcán Barú con 3475 m. 
Otras elevaciones importantes del corregimiento: 
- Cerro Picacho 2986 m
- Cerro Abanico 2638 m
- Cerro Totuma 2625 m
- Filas de las Pavas 2500 m
- Cerro Tizingal 1860 m
- Cerro Silla de Pando 1756 m
- Cerro Pon la Hoya 1662 m
- Cerro Potrero de Piedra 1580 m
- Cerro Brujo 1400 m

## Población

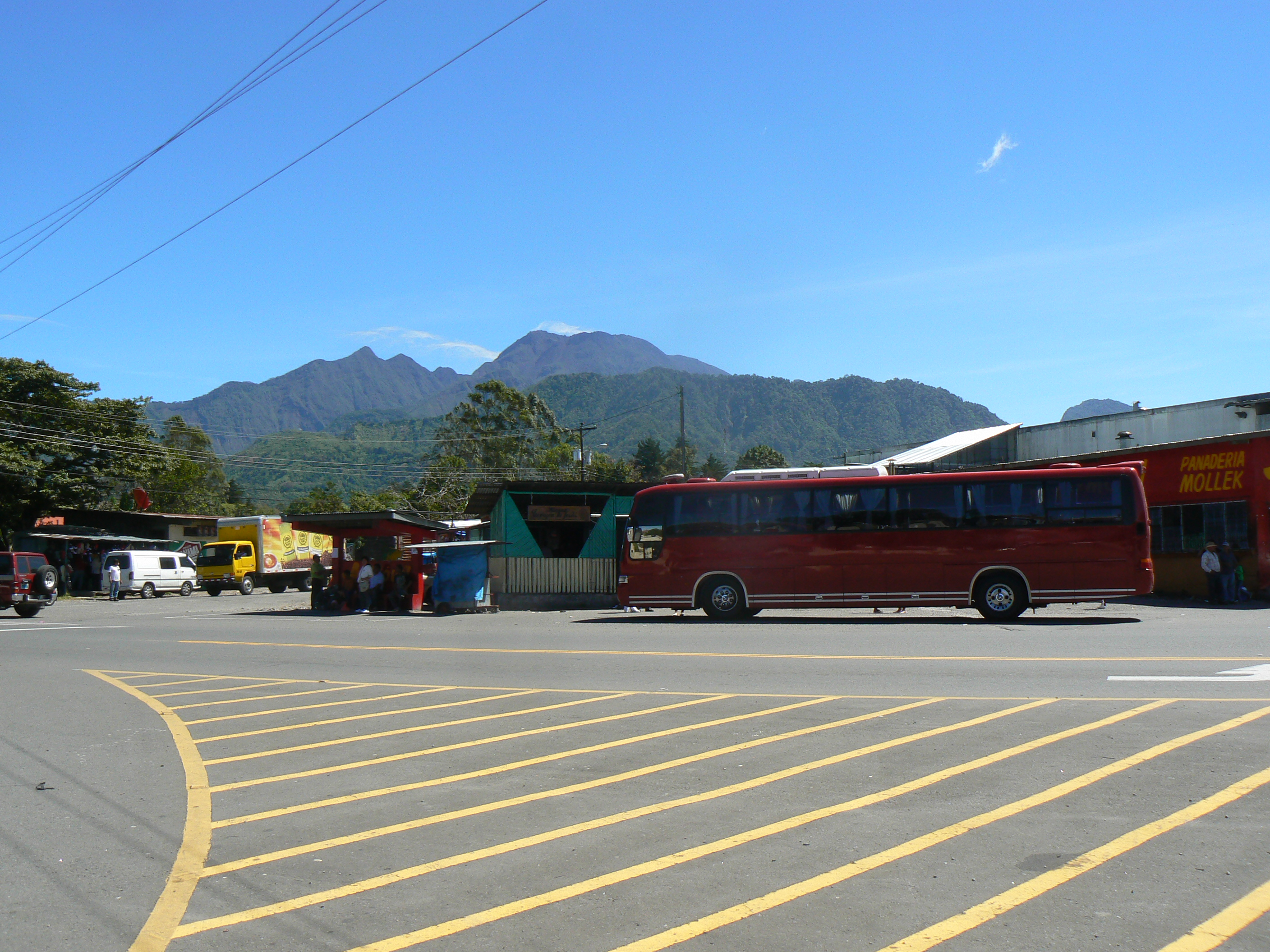
Vista del pueblo de Volcán.

El corregimiento de Volcán tiene una población residente de 12,717 personas, divididas de la siguiente forma: 6,587 hombres, 6,130 mujeres; y 4,577 viviendas según el Censo de Población y Vivienda de 2010.    El Corregimiento está conformado por los barrios de Nueva California, El Valle, Colonia del Valle, Las Perlas, Brisas del Norte, 6 de agosto, La Florida, Ojos de Agua, La Fuente, El Llano, Bella Vista y Volcán. Alrededor de estos barrios que han crecido rápidamente con el tiempo, se han formado otros barrios, la población está dividida étnicamente entre los mestizos, blancos descendientes de los primeros europeos en la región y grupos indígenas mayormente originarios de la comarca. Residen también gran cantidad de ciudadanos extranjeros retirados estadounidenses y europeos, también grupos de inmigrantes de otros países latinoamericanos, migración impulsada por el turismo que ha impactado significativamente en el sector inmobiliario.

## Economía

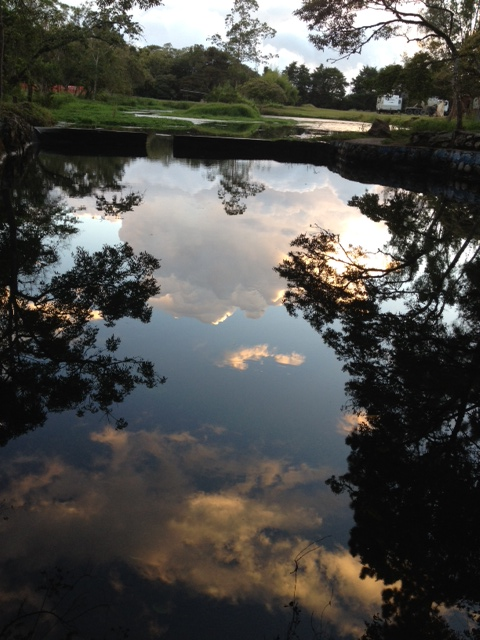
Balneario Las Fuentes en Volcán, nacimiento del río Gariché.

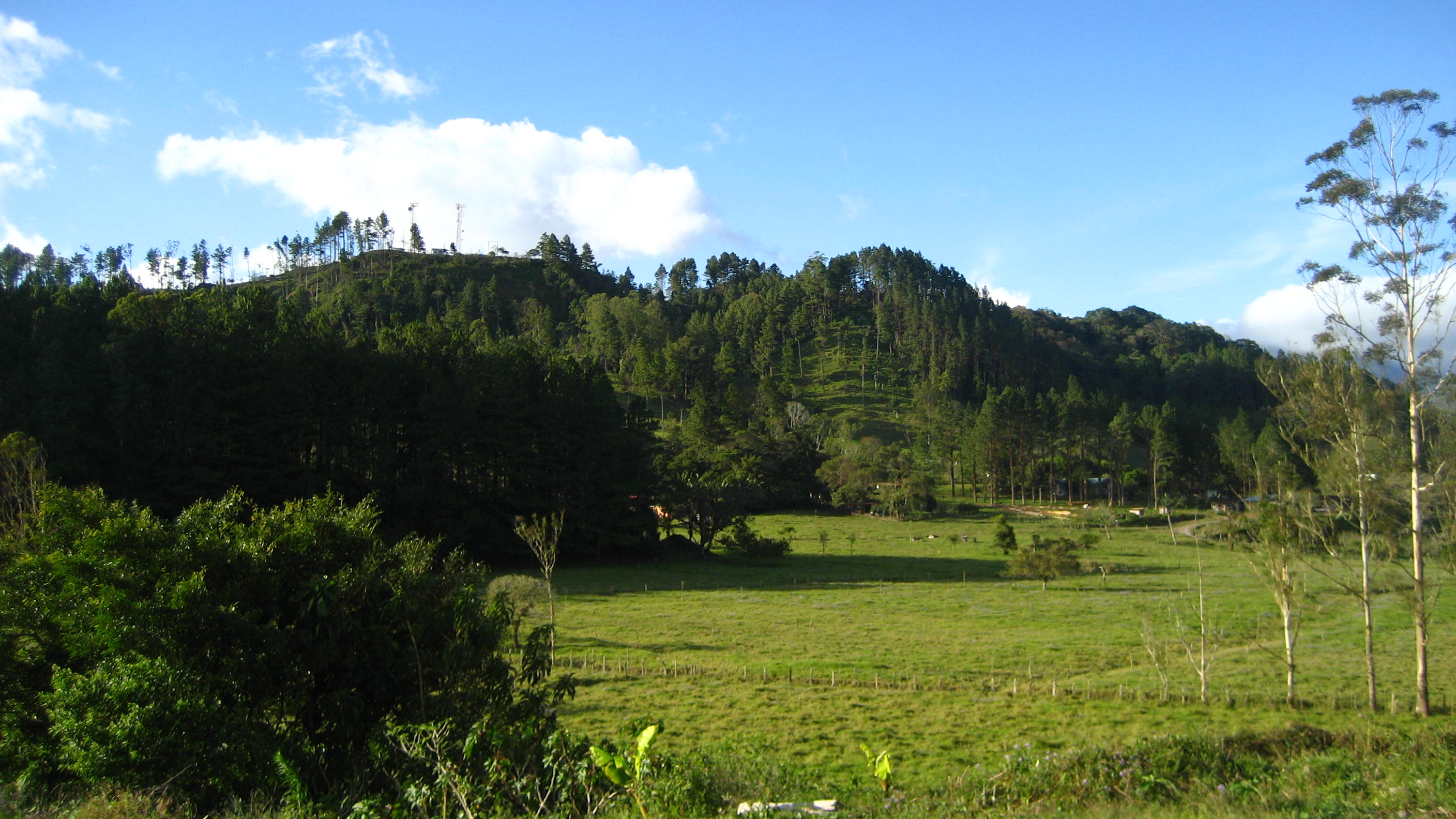
Vista panorámica de una finca lechera en Volcán.

El eje de la economía se basa en la agricultura, ganadería y el turismo. Aunque puede encontrarse fábricas de embutidos que distribuyen sus productos a nivel nacional al igual que fábricas productoras de alimentos para equinos, truchas y aves. Industria de la floricultura y criaderos de truchas para exportación. Volcán es el centro económico local ya que cuenta con todos los servicios básicos agua, luz, teléfono, torres de transmisión eléctrica, red de transmisión celular, servicios de internet, servicios bancarios, registro público, supermercados 24 horas, mercado público, estaciones de gasolina, farmacias, hoteles, hostales, cabañas, cooperativas, servicios funerarios, centros de mecánica, panaderías, restaurantes, refresquerías, escuelas primarias, bibliotecas, escuelas secundarias y una extensión Universitaria, Centros de Salud, Laboratorios Clínicos, Clínicas de Medicina General y próximamente un Hospital. El corregimiento mantiene excelentes vías de comunicación asfaltados y las principales vías alumbradas.
Debido a la situación geográfica privilegiada el corregimiento cuenta con la mejor producción de Leche grado A del país, excelentes producciones de café entre las mejores del Mundo y centros de acopio privados y públicos de vegetales y granos (Cadena de frío). Actualmente se construyen hidroeléctricas que se abastecen de las aguas de la cuenca hidrográfica del Río Chiriquí Viejo, lo cual mejora la economía local de manera transitoria empleando gran cantidad de la población.

## Educación
El corregimiento cuenta con centros de educación primarios, secundarios y universitarios.
- Extensión Universitaria de Tierras Altas
- Colegio Secundario de Volcán
- Escuela Oficial Nocturna de Tierras Altas
- Colegio Agrícola Vocacional San Benito
- Escuela Bilingüe Paulletino
- Escuela Primaria El Buen Pastor
- Centro de Educación Básica General de Nueva California
- Centro de Educación Básica General de Volcán
- Centro de Educación Básica General de El Valle
- Centro de Educación Básica General de Las Perlas
- Escuela Adventista Nocturna de Tierras Altas
- Academia Adventista Bilingüe de Volcán

## Turismo
Volcán por encontrarse en tierras volcánicas de altura, cuenta con sitios turísticos únicos en el país entre los que podemos mencionar:
- Parque nacional Volcán Barú
- Parque Internacional La Amistad
- Parada de esculturas de piedras
- Pozos Termales de Volcán
- Pozos Termales de Cotito
- Sitio Barriles
- Humedal Lagunas de Volcán
- Balneario Las Fuentes
- Salto del Colorado
- Agua Mineral de Colorado
- Cerro Pando
- Salto de la Neblina
- Fincas Cafetaleras
- Fincas Lecheras
- Quebrada de Barriles
- Río Chiriquí Viejo
- Truchas de Bambito
- Truchas de Tizingal
- La línea Imantada
- Cerro Punta